# Le Retour de Gérard Lambert
Albums de Renaud
Le P'tit Bal du samedi soir et autres chansons réalistes
(1981) Un Olympia pour moi tout seul
(1982)
Singles
1. Mon beauf' / Manu

Le Retour de Gérard Lambert est le cinquième album studio de Renaud sorti en novembre 1981.  
Les chansons Manu  et Mon beauf' ont eu un grand succès commercial. L'album y inclut également la chanson Soleil immonde, entièrement composée par Coluche.
Le titre est inspiré par la chanson Les Aventures de Gérard Lambert, sortie l'année précédente. Le personnage de Gérard Lambert est inspiré de l'acteur Gérard Lanvin,,.

## Titres
Toutes les chansons sont écrites et composées par Renaud Séchan sauf où indiqué.
| 1.    | Banlieue rouge                                               | 4:00 |
| 2.    | Manu                                                         | 2:42 |
| 3.    | Le Retour de Gérard Lambert (musique de Jean-Philippe Goude) | 4:11 |
| 4.    | Le Père Noël noir                                            | 3:26 |
| 5.    | J'ai raté Télé-Foot                                          | 3:05 |
| 6.    | Oscar                                                        | 4:12 |
| 7.    | Mon beauf' (musique d'Alain Ranval)                          | 3:59 |
| 8.    | La Blanche                                                   | 4:22 |
| 9.    | Soleil immonde (paroles et musique de Michel Colucci)        | 3:48 |
| 10.   | Étudiant-poil aux dents                                      | 4:27 |
| 11.   | À quelle heure on arrive ?                                   | 4:37 |
| 42:49 |                                                              |      |

Arrangements et réalisation : Alain Ranval, Gérard Prévost et Jean-Philippe Goude.

## Musiciens
- Alain Ranval, Jean-Michel Kajdan, Patrice Meyer : guitares
- Jean Philipe Goude, Bob Boisadan : claviers
- Jean-Louis Roques : accordéon
- Gérard Prévost : basse
- Amaury Blanchard : batterie
- Klaus Blasquiz : percussions
- Carol Rowley, les cousins de Miel, Vincent Barres, Klaus Blasquiz, Wino, Coluche, Professeur Choron

## Certification
| Pays          | Certification | Équivalence/Ventes |
| ------------- | ------------- | ------------------ |
| France (SNEP) | Platine       | 400,000            |